# Jules-Antoine Paulin
Pour les articles homonymes, voir Paulin.
Le baron Jules Antoine Paulin, né à Sorèze le 12 mars 1782 et mort au château de Saint-Léger-Triey (Côte-d'Or) le 19 mars 1876, est un militaire français.

## Biographie
Jules Antoine Paulin est le fils de Nicolas Rémi Paulin, professeur de mathématiques et de fortifications de l'école royale militaire de Sorèze, et de Marie Françoise Sanson. Il est le neveu de Nicolas Antoine Sanson, général de division.
Il a fait ses études à l'école royale militaire de Sorèze (1792-1795) puis à l'École polytechnique où il est le premier de sa promotion. Colonel en 1814, mis en demi-solde sous Louis XVIII, il fut réintégré en 1816, créé baron par Charles X, commandeur de la Légion d'honneur et maréchal de camp sous Louis-Philippe. On le mit à la retraite en 1844.
Il a pris part aux batailles d’Eylau,  Friedland,  Burgos, Eckmühl, Essling et Wagram.
Il fut directeur des fortifications de Paris.

## Publications
- « Notice biographique sur le lieutenant-général du génie N.-A. Sanson, comte de Riddags-Hausen, directeur du dépôt de la guerre, aide-major général de la Grande-Armée, , commandeur de la Légion d'honneur, chevalier de Saint-Louis, chevalier de la Couronne-de-Fer, et commandeur de l'ordre militaire de Maximilien-Joseph de Bavière », dans Le Spectateur militaire, 15 avril au 15 septembre 1847, 43e volume, p. 549-563 (lire en ligne)